# Esoteric Warfare
Esoteric Warfare este cel de-al cincilea album de studio al formației Mayhem. E primul album cu Teloch la chitară, acesta fiind de asemenea și principalul compozitor.
Recenziile au fost pozitive, părerea generală fiind că Teloch se potrivește perfect în cadrul formației.

## Lista pieselor
1. "Watchers" - 06:19
2. "Psywar" - 03:25
3. "Trinity" - 03:57
4. "Pandaemon" - 02:53
5. "MILAB" - 06:03
6. "VI.Sec." - 04:12
7. "Throne Of Time" - 04:06
8. "Corpse Of Care" - 04:06
9. "Posthuman" - 06:55
10. "Aion Suntelia" - 05:25

### Piesa bonus inclusă pe ediția limitată
1. "Into The Lifeless" - 03:45

### Piesa bonus inclusă pe ediția japoneză
1. "From Beyond The Event Horizon" - 04:32

## Personal
- Attila Csihar - vocal
- Teloch - chitară
- Necrobutcher - chitară bas
- Hellhammer - baterie
- Ghul - a doua chitară (sesiune)

## Clasament
| Țara     | Poziția |
| -------- | ------- |
| Finlanda | 32      |